# Torcheville

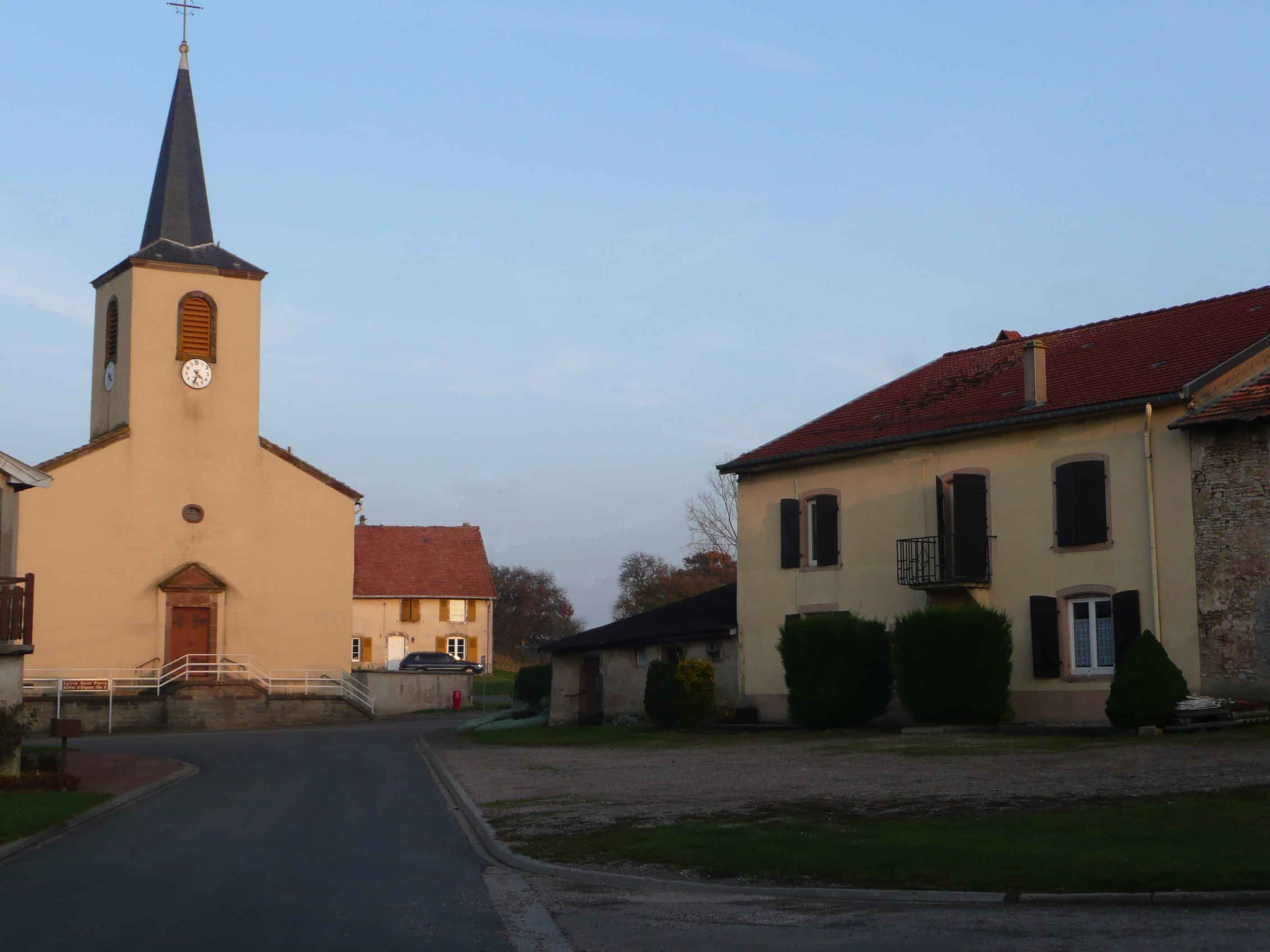
Kirche St. Pierre

Torcheville (deutsch Dorsweiler) ist eine französische Gemeinde mit 117 Einwohnern (Stand 1. Januar 2022) im Département Moselle in der Region Grand Est (bis 2015 Lothringen). Sie gehört zum Arrondissement Sarrebourg-Château-Salins.

## Geographie
Torcheville liegt etwa 60 Kilometer südöstlich von Metz, 40 Kilometer nordöstlich von Château-Salins und drei Kilometer südlich von Albestroff (Albesdorf) auf einer mittleren Höhe von 230 m. Das Gemeindegebiet umfasst 6,14 km².
Die Gemeinde liegt im Regionalen Naturpark Lothringen.

## Geschichte
Der Ort gehörte früher zum Herzogtum Lothringen. Erstmals urkundlich erwähnt wird  Tornugo villare 777 als Fernbesitz der Abtei St. Denis bei Paris. Weitere Ortsbezeichnungen in der französischen Geschichtsschreibung sind 1124 Torneswilre, 1285 Torviler und 1440 Tor(s)willer. Schon 1121 erhielt die Abtei Glandern in Longeville hier Güter.
Nach dem Ort benannte sich ein altes Rittergeschlecht: 1344 erhielt Peter von Torcheville das Recht zur Anlage einer Saline zwischen Tarquimpol (deutsch Tarquinpol, früher Teckemphul) und Guermange (Germingen), zur Hälfte teilbar mit Herzog Rudolf. Im Jahr 1418 verkaufte Jean Wisse de Gerbeviller das Dorf an Herzog Karl II. Aus der Familie der Torcheville sollen die von Créhange (Kriechingen) hervorgegangen sein.
Das Schloss war bereits 1560 vollständig zerstört, ebenso die Ringmauer. Nach Ende des Dreißigjährigen Kriegs war das Dorf im Jahr 1650 unbewohnt und auch noch 1667–1669 entvölkert. Im Jahr 1688 nannte sich Friedrich Ulrich Graf von Ostfriesland, Herr von Esens, Baron von Torcheville.
Durch den Frankfurter Frieden vom 10. Mai 1871 kam die Region an Deutschland und das Dorf wurde als Dorsweiler dem Kreis Château-Salins im Bezirk Lothringen des Reichslandes Elsaß-Lothringen zugeordnet. Die Dorfbewohner sprachen Ende des 19. Jahrhunderts nur Patois und betrieben Getreidebau, Viehzucht sowie etwas Weinbau.
Nach dem Ersten Weltkrieg musste die Region aufgrund der Bestimmungen des Versailler Vertrags 1919 an Frankreich abgetreten werden. Im Zweiten Weltkrieg war die Region von der deutschen Wehrmacht besetzt und stand unter deutscher Verwaltung.
Das Dorf gehörte von 1973 bis 1998 zur Gemeinde Albestroff (Albesdorf).

### Bevölkerungsentwicklung
| Jahr      | 1962 | 1968 | 1975 | 1982 | 1990 | 1999 | 2007 | 2019 |
| Einwohner | 137  | 137  | 137  | 142  | 143  | 172  | 174  | 115  |